# Confucius ocellatus
Confucius ocellatus är en insektsart som beskrevs av William Lucas Distant 1908. Confucius ocellatus ingår i släktet Confucius och familjen dvärgstritar. Inga underarter finns listade i Catalogue of Life.